# Mulia Rakyat
Mulia Rakyat is een bestuurslaag in het regentschap Karo van de provincie Noord-Sumatra, Indonesië. Mulia Rakyat telt 561 inwoners (volkstelling 2010).